# Борис Шапошников
Борѝс Миха̀йлович Ша̀пошников (на руски: Борѝс Миха̀йлович Ша̀пошников) е маршал на Съветския съюз, виден пълководец, герой от Втората световна война.
Роден е в семейство на служещи, учи в Красноуфимската гимназия и Пермското реално училище. От 1901 до 1903 г. учи в Московското Алексеевско военно училище, което завършва с 1-ви разряд. Започва военна служба в Туркестанския пехотен батальон.
От 1907 до 1910 г. учи в Генералщабната академия. Произведен е в чин щабс-капитан. През Първата световна война е адютант в 14-а кавалерийска дивизия, показвайки отлични тактически познания.
През септември 1917 г. е произведен в звание полковник и става командир на Мингрелския полк. През декември 1917 г. е на конгрес на военно-революционните комитети. Там е избран за началник на Кавказката гренадирска дивизия. През март 1918 г. е демобилизиран, но 2 месеца по-късно постъпва доброволно в Червената армия. Назначен е за началник на военното разузнаване.
От март 1919 г. е началник-щаб на Народния комитет по отбраната на Украйна. От август същата година е началник на управление във Военния съвет на републиката. През Гражданската война разработва всички военни действия, директиви и заповеди, за което през 1921 г. е награден с орден „Червено знаме“.
От 1928 до 1931 г. е началник-щаб на РК на Червената армия. От 1931 до 1932 г. командващ войските в Приволжкия военен окръг. През 1932 – 1935 г. е военен комисар и професор във Военната академия „Фрунзе“ в Москва. От 1935 до 1937 г. е командващ войските на Ленинградския военен окръг.
Депутат (1937) във Върховния съвет на СССР. От 1940 г. е маршал на Съветския съюз. От август същата година е началник-щаб и заместник народен комисар по отбраната на СССР. Участва в изработването на плановете за отстъпление през лятото на 1941 г., битката за Смоленск, контранастъплението през 1941 – 1942 т. През 1943 г. е назначен за началник на Академията на Генералния щаб.
Борис Шапошников остава във военната история като един от най-великите теоретици. Известен с уважението на Йосиф Сталин, който към него се обръщал по име и презиме, а не с „другарю Шапошников“. От 1930 г. е основен военен съветник на Сталин.
Умира от тежко заболяване само 44 дни преди победата над Германия във Втората световна война. Погребан е край стената на Московския кремъл на Червения площад.